# Yoshiyuki Ogata
Yoshiyuki Ogata (japanisch 緒方 良行, * 4. Februar 1998 in Kurume) ist ein japanischer Sportkletterer.

## Karriere
Yoshiyuki Ogata begann im Alter von zehn Jahren zu klettern. Er gewann zahlreiche Jugendwettkämpfe, darunter 2015 die japanische Jugendmeisterschaft im Schwierigkeitsklettern (Lead). Im selben Jahr gewann er in der Disziplin Bouldern die Jugendweltmeisterschaft sowie die Jugendasienmeisterschaft. 2017 gewann er ebenfalls bei den Jugendweltmeisterschaften Gold im Bouldern und Silber in der Kombination.
Seit er 16 Jahre alt ist, nimmt Yoshiyuki Ogata am Kletterweltcup teil. Bislang gewann er drei Weltcups im Bouldern. Insgesamt holte er 10 Podestplätze.
2016 gewann er bei den Asienmeisterschaften die Goldmedaille im Bouldern. 2017 siegte er bei den World Games in Breslau. Es folgten 2017, 2019 und 2022 vier Silber- und eine Bronzemedaille im Bouldern, Lead und in der Kombination an den Asienmeisterschaften.
2021 und 2022 gewann er jeweils den Gesamtweltcup im Bouldern. 2022 wurde er bei den World Games in Birmingham Dritter im Bouldern.